# Buja
Buja is een gemeente in de Italiaanse provincie Udine (regio Friuli-Venezia Giulia) en telt 6758 inwoners (31-12-2004). De oppervlakte bedraagt 27,9 km², de bevolkingsdichtheid is 247 inwoners per km².

## Demografie
Buja telt ongeveer 2879 huishoudens. Het aantal inwoners steeg in de periode 1991-2001 met 1,0% volgens cijfers uit de tienjaarlijkse volkstellingen van ISTAT.
| Jaar | Inwoneraantal |
| ---- | ------------- |
| 1991 | 6608          |
| 2001 | 6674          |

## Geografie
Buja grenst aan de volgende gemeenten: Artegna, Colloredo di Monte Albano, Gemona del Friuli, Majano, Osoppo, Treppo Grande.